# Kanton Bellencombre
Kanton Bellencombre is een voormalig kanton van het Franse departement Seine-Maritime. Het kanton maakte deel uit van het arrondissement Dieppe. Het werd opgeheven bij decreet van 27 februari 2014 met uitwerking in maart 2015.

## Gemeenten
Het kanton Bellencombre omvatte de volgende gemeenten:
- Ardouval
- Beaumont-le-Hareng
- Bellencombre (hoofdplaats)
- Bosc-le-Hard
- Cottévrard
- Cressy
- La Crique
- Cropus
- Les Grandes-Ventes
- Grigneuseville
- Mesnil-Follemprise
- Pommeréval
- Rosay
- Saint-Hellier
- Sévis